# ブネイ・ブラク
ブネイ・ブラク（ヘブライ語：בְּנֵי בְרַק）は、イスラエルの都市。
テルアビブの東の中央地中海沿岸平原に位置している。超正統派ユダヤ教の中心地であり、面積は709ヘクタール（1752エーカー、または2.74平方マイル）であり、2017年の人口は193,774人であった。
イスラエルで最も貧しく、最も人口密度の高い都市の1つであり、世界で8番目に人口密度の高い都市である。
1. ↑  “Population in the Localities 2019” (XLS).   Israel Central Bureau of Statistics. 2020年8月16日閲覧。